# 이문식
이문식(1966년 11월 13일 ~ )은 대한민국의 배우이다.

## 생애
전라북도 순창군에서 전주 이씨 자손으로 태어났으며 초등학교 6학년 때 전주로 이사왔다. 1985년 서울로 와서 육군사관학교에 지원하였으나 불합격하고 한국항공대학교 경영학과에 1년 재학 중 중퇴하고 한양대학교 연극영화과에 입학하였다. 대학생 시절 데모에 참가하여 유치장 신세를 지기도 하였다. 드라마 《일지매》에서는 연기를 위해 멀쩡한 치아를 실제로 뽑은 적도 있었다.

## 학력
- 한국항공대학교 경영학과 중퇴
- 한양대학교 연극영화과 학사[3]

## 연기 활동

### 드라마
- 2003년 MBC 주말연속극 《죽도록 사랑해》 ... 남철호 역
- 2003년 MBC 월화 특별기획 드라마 《다모》 ... 마축지 역
- 2006년 SBS 월화드라마 《101번째 프러포즈》 ... 박달재 역
- 2007년 SBS 드라마 스페셜 《쩐의 전쟁》 ... 증권회사 직원 역
- 2008년 SBS 드라마 스페셜 《일지매》 ... 쇠돌 역
- 2008년 MBC 일일시트콤 《그분이 오신다》 ... 아버지 역
- 2009년 MBC 월화 창사 특별기획 드라마 《선덕여왕》 ... 죽방 역
- 2009년 KBS2 월화드라마 《남자 이야기》 ... 박문호 역
- 2010년 SBS 월화 특별기획 드라마 《자이언트》 ... 박소태 역
- 2011년 MBC 월화 특별기획 드라마 《짝패》 ... 장꼭지 역
- 2011년 KBS2 수목드라마 《영광의 재인》 ... 허영도 역
- 2012년 SBS 드라마 스페셜 《옥탑방 왕세자》 ... 표택수 역
- 2012년 TV조선 주말드라마 《지운수대통》 ... 백 사장 역
- 2012년 SBS 수목 대기획 드라마 《대풍수》 ... 홍종대 역
- 2012년 KBS2 단막극 《KBS 드라마 스페셜 - 상권이》 ... 상권 역
- 2012년 tvN 수요 군디컬 드라마 《푸른거탑》 ... 예비역 이문식 역 (특별출연)
- 2013년 SBS 주말 특별기획 드라마 《돈의 화신》 ... 박소태 역 (특별출연)
- 2013년 MBC 월화 특별기획 드라마 《기황후》 ... 방신우 역
- 2014년 KBS2 월화드라마 《연애의 발견》 ... 택시기사 역
- 2014년 MBC 수목드라마 《미스터 백》 ... 성경배 역
- 2014년 KBS2 월화드라마 《힐러》 ... 고성철 역
- 2015년 KBS2 단막극 《KBS 드라마 스페셜 - 가만히 있으라》 ... 박찬수 역
- 2015년 KBS2 수목드라마 《복면검사》 ... 장호식 역
- 2015년 MBC 주말연속극 《엄마》 ... 허상순 역
- 2016년 KBS2 월화드라마 《무림학교》 ... 심봉산 역
- 2016년 SBS 드라마 스페셜 《돌아와요 아저씨》 ... 조종사 역
- 2016년 SBS 월화 특별기획 드라마 《대박》 ... 백만금 역
- 2016년 SBS 드라마 스페셜 《원티드》 ... 최준구 역
- 2016년 KBS2 월화드라마 《구르미 그린 달빛》 ... 엄공 역
- 2017년 SBS 드라마 스페셜 《이판사판》 ... 오지락 역
- 2018년 MBN 12부작 수요드라마 《연남동 539》 ... 조단 / 오삼구 역
- 2018년 SBS 드라마 스페셜 《훈남정음》 ... 유승렬 역
- 2018년 tvN 10부작 금요드라마 《빅 포레스트》
- 2019년 SBS 금토드라마 《열혈사제》 ... 기용문 역
- 2019년 SBS 월화드라마 《초면에 사랑합니다》 ... 민익이 잘못 본 구석찬의 얼굴 역
- 2019년 KBS2 월화드라마 《조선로코 - 녹두전》 ... 황 장군 역
- 2021년 Netflix 오리지널 드라마 《무브 투 헤븐: 나는 유품정리사입니다》 ... 박주택 역
- 2022년 Disney+ 오리지널 드라마 《너와 나의 경찰수업》 ... 고양철 역
- 2022년 TVING 오리지널 드라마 《장미맨션》 - 최표창 역
- 2022년 JTBC 토일드라마 《디 엠파이어 : 법의 제국》 ... 장일 역
- 2025년 JTBC 금요드라마 《착한 사나이》 … 김창수 역

### 영화
- 1995년 영화 《돈을 갖고 튀어라》 ... 달수 친구 2 역
- 1996년 영화 《러브 스토리》 ... 비디오가게 청년 역
- 1996년 영화 《미지왕》 ... 택시기사 역
- 1997년 영화 《초록 물고기》 ... 기차 안 불량배 역
- 1997년 영화 《나쁜 영화》 ... 편의점 주인 역
- 1997년 영화 《비트》 ... 구청 직원 역
- 1999년 영화 《간첩 리철진》 ... 어설픈 택시강도 역
- 2000년 영화 《행복한 장의사》 ... 마성구 역
- 2001년 영화 《선물》 ... 영만 역
- 2001년 영화 《봄날은 간다》 ... 녹음실 선배 역
- 2001년 영화 《달마야 놀자》 ... 대봉스님 역
- 2002년 영화 《피도 눈물도 없이》 ... 중년 취객 역 (우정출연)
- 2002년 영화 《공공의 적》 ... 안수 역
- 2002년 영화 《일단 뛰어》 ... 도둑 역
- 2002년 영화 《라이터를 켜라》 ... 찐빠 역
- 2002년 영화 《연애소설》 ... 버스 안 조는 사내 역 (특별출연)
- 2002년 영화 《묻지마 패밀리》 ... 미술선생님 / 역무원 역
- 2003년 영화 《황산벌》 ... 거시기 역
- 2003년 영화 《대한민국 헌법 제1조》 ... 백성기 역
- 2003년 영화 《나비》 ... 도철 역
- 2003년 영화 《역전에 산다》 ... 마강성 역 (우정출연)
- 2003년 영화 《오! 브라더스》 ... 정반장 역
- 2004년 영화 《어깨동무》 ... 꼴통 역
- 2004년 영화 《범죄의 재구성》 ... 떠벌이 얼매 역
- 2004년 영화 《달마야 서울가자》 ... 대봉스님 역
- 2005년 영화 《마파도》 ... 나충수 역
- 2005년 영화 《공공의 적 2》 ... 안수 역
- 2005년 영화 《싸움의 기술》 ... 무술도장 사범 역 (특별출연)
- 2006년 영화 《구타유발자들》 ... 봉연 역
- 2006년 영화 《공필두》 ... 공필두 역
- 2006년 영화 《플라이 대디》 ... 장가필 역
- 2007년 영화 《마파도 2》 ... 나충수 역
- 2007년 영화 《마을금고 연쇄습격사건》 ... 은행털이범 배기로 역
- 2008년 영화 《로맨틱 아일랜드》 ... 박중식 역
- 2008년 영화 《아기와 나》 ... 역무원 역 (우정출연)
- 2008년 영화 《강철중 : 공공의 적 1-1》 ... 안수 역
- 2010년 영화 《집 나온 남자들》 ... 유곽 역
- 2011년 영화 《그대를 사랑합니다》 ... 스크래치 역 (우정출연)
- 2011년 영화 《평양성》 ... 거시기 역
- 2011년 영화 《고래를 찾는 자전거》 ... 노덕수 역
- 2012년 영화 《두 번의 결혼식과 한 번의 장례식》 ... 신부 역 (우정출연)
- 2012년 영화 《미쓰GO》 ... 사영철 역
- 2012년 영화 《바람과 함께 사라지다》 ... 양씨 역 (특별출연)
- 2014년 영화 《어느날 첫사랑이 쳐들어왔다》 ... 소매치기 역 (특별출연)
- 2014년 영화 《한탕》
- 2015년 영화 《굿바이 그리고 헬로우》 ... 기타 백 역 (특별출연)
- 2016년 영화 《특별수사: 사형수의 편지》 ... 빨간명찰 역
- 2017년 영화 《중독노래방》 ... 성욱 역
- 2018년 영화 《게이트》 ... 철수 역
- 2018년 영화 《메멘토모리》 ... 형사반장 역 (특별출연)
- 2018년 영화 《협상》 ... 정준구 팀장 역 (특별출연)
- 2022년 영화 《탄생》 ... 조신철 역, 1839년 기해박해 때 순교한 천주교 신자, 직업은 마부이고, 김대건, 최방제, 최양업 신학생을 마카오 신학교까지 같이 가는 장면에서 천주교의 평등사상과 천주께 대한 의지에 기반을 둔 믿음을 고백한다.
- 2023년 영화 《살수》 ... 이방 역
- 2023년 영화 《천벌》
- 2023년 영화 《뉴 노멀》 ... 정훈 역
- 2024년 영화 《타로》 ... 두철 역
- 2025년 영화 《세하별》 ... 신남 역
- 2025년 영화 《된장이》

### 방송
- 2015년 KBS2 《용감한 가족》
- 2016년 SBS 《정글의 법칙》
- 2023년 JTBC 《아는형님》

## 광고
- 1998년 SK텔레콤 스피드011
- 2000년 아모레퍼시픽 댄트롤 닥터
- 2002년 맥도날드 새우버거
- 2002년 까르푸
- 2002년 유니아이
- 2003년 KT 1541 콜렉트콜
- 2003년 롯데제과 옥동자
- 2005년 롯데제과 찰떡와플
- 2008년 LG유플러스 오즈

## 수상 및 후보
| 연도 | 시상식                  | 부문                            | 작품                       | 비고 |
| ---- | ----------------------- | ------------------------------- | -------------------------- | ---- |
| 2002 | 제39회 대종상           | 남우조연상                      | 공공의 적                  | 후보 |
| 2003 | 제40회 대종상           | 남우조연상                      | 나비                       | 후보 |
| 2003 | 제24회 청룡영화상       | 남우조연상                      | 황산벌                     | 후보 |
| 2004 | 제27회 황금촬영상       | 특별상                          | 어깨동무                   | 수상 |
| 2004 | 제3회 대한민국 영화대상 | 남우조연상                      | 범죄의 재구성              | 수상 |
| 2005 | 제42회 대종상           | 남우조연상                      | 달마야, 서울 가자          | 후보 |
| 2008 | SBS 연기대상            | 드라마스페셜부문 남자 조연상    | 일지매                     | 수상 |
| 2008 | MBC 방송연예대상        | 코미디·시트콤부문 남자 최우수상 | 그분이 오신다              | 수상 |
| 2009 | KBS 연기대상            | 남자 조연상                     | 남자 이야기                | 후보 |
| 2011 | 제33회 황금촬영상       | 남우인기상                      | 평양성                     | 수상 |
| 2013 | 제8회 서울드라마어워즈  | 남자연기자상                    | KBS 드라마 스페셜 - 상권이 | 수상 |
| 2015 | MBC 연기대상            | 연속극부문 베스트 남자 조연상   | 엄마                       | 수상 |